# Рей Кроуфорд
Рей Кроуфорд (англ. Ray Crawford, нар. 13 липня 1936, Портсмут) — англійський футболіст, що грав на позиції нападника, зокрема за «Іпсвіч Таун», а також національну збірну Англії.
Чемпіон Англії. 

## Клубна кар'єра
У дорослому футболі дебютував 1954 року виступами за «Портсмут», в якому почав більш-менш регулярно виходити на поле у сезоні 1957/58. 
Але вже влітку 1958 року перейшов до друголігового «Іпсвіч Таун», в якому відразу став одним з основних нападників. На початку 1960-х став одним із співавторів «футбольного дива», коли команда з Іпсвіча виграла першість Другого дивізіону Футбольної ліги в сезоні 1960/61 і пробилася до Першого дивізіону, а вже наступного сезону уперше у своїй історія стала чемпіонома країни. Причому у тому тріумфальному сезоні Кроуфорд став автором понад третини усіх голів «Іпсвіча», ставши з 33 забитими м'ячами найкращим бомбардиром сезону (разом з Дереком Ківаном з «Вест-Бромвіч Альбіон»). 
Після сенсаційної перемоги у чемпіонаті Кроуфорд відіграв за «Іпсвіч Таун» ще один повний сезон, по ходу якого команда вже здебільшого боролася за збереження місця у Першому дивізіоні, а на початку сезону 1963/64 перейшов до «Вулвергемптон Вондерерз». Провів за цю команду досить успішні півтора сезони, забивши 41 гол у 61 іграх в усіх турнірах. На початку 1965 року змінив «Вулвергемптон», який відчайдушно боровся за збереження місця у найвищому англійському дивізіоні, на середняка цього змагання, «Вест-Бромвіч Альбіон». У цій команді, утім, стати гравцем основного складу у Кроуфорда не вийшло і невдовзі він повернувся до «Іпсвіч Тауна». На той момент колишній переможець англійського чемпіонату знову змагався у Другому дивізіоні, а 1968 року, знову не без допомоги свого зіркового нападника, зумів повернути собі місце у Першому дивізіоні. Остаточно залишив Іпсвіч 1969 року, забивши на той момент за його команду 259 голів у всіх змаганнях.
Протягом частини 1969 року захищав кольори друголігового «Чарльтон Атлетик», після чого грав за нижчолігові «Кеттерінг Таун» та «Колчестер Юнайтед», а завершив ігрову кар'єру 1971 року у південноафриканському «Дурбан Сіті».

## Виступи за збірну
1961 року дебютував в офіційних матчах у складі національної збірної Англії. Наступного року провів свою другу і останню гру за національну команду, в якій забив один гол.

## Титули і досягнення
- Чемпіон Англії (1):

«Іпсвіч Таун»: 1961/62
- Найкращий бомбардир Футбольної ліги Англії (1):

1961/62 (33 голи, разом з Дереком Ківаном)